# شیخ چغندر
ملا چُغندر لُر معروف به شیخ چغندر از صوفیان نامی عصر قاجاریه بود. وی در جوانی راهزن بود اما رخدادی عجیب او را متحول کرد و به مسیر تصوف رهنمون ساخت تا بدان جا که به یکی از برجسته‌ترین مرشدهای صوفیه مبدل گشت.
وی درویشی شوخ‌طبع و بذله‌گو بوده و بخشی از شهرتش به دلیل روایات طنزگونه‌ای است که پیرامون رفتارها و گفتارهای او نقل شده‌اند.

## دلیل نام‌گذاری
دربارهٔ دلیل نامیده شدن شیخ چغندر به این اسم دو روایت مختلف وجود دارند. بر مبنای روایت اول که مشهورتر هم هست وی بدان دلیل که صورتی گرد و سرخ و همانند لبو یا چغندر پخته داشته به این نام مشهور شده و مردم به وی ملا چغندر می‌گفته‌اند و کم‌کم به شیخ چغندر شهرت یافته‌است اما در روایت دوم گفته می‌شود که چون چغندر در آن زمان از ارزانترین و بی ارزشترین میوه‌ها بوده و قیمت چندانی نداشته‌است وی به مرام صوفیان برای حقیر نشان دادن خویش و به رخ کشیدن ناچیزی و بی ارزشیش این نام را برای خود برگزیده‌است.

## زندگی‌نامه
نام اصلی شیخ چغندر ابراهیم بود و از اهالی لرستان بود و به اصطلاح از الوار لرستان به‌شمار می‌آمد. وی را در لرستان حالو ابراهیم یا به اختصار حالو می‌خواندند و این لقب بعدها نیز بر وی گفته می‌شد. توضیح این که لرها کلمهٔ خالو (به معنای دایی) را، حالو تلفظ می‌کنند.
حالو ابراهیم یا همان حالو چغندر، از دوران جوانی خویش به درویشان و صوفیه پیوست و در این مسیر پیشرفت بسیار کرد و به مقام مرشدی رسید و ملا چغندر یا شیخ چغندر خوانده شد. پادشاهان قاجار به متصوفه احترام بسیار می‌گذاشتند و همین موضوع سبب شد که شیخ چغندر، در نزد فتحعلیشاه قاجار بسیار مقرب شود. شیخ چغندر همچنین در زمان ولیعهدی و پادشاهی محمد شاه قاجار، مرشد او به حساب می‌آمد.
دربارهٔ وی گفته شده که تقرب وی در دستگاه سلطنتی به اندازه‌ای بود که بدون اجازه وارد اندرون شاه می‌شد و منتهی درجهٔ تکریم و احترام نسبت به وی رعایت می‌گردید.
شیخ چغندر درویشی شوخ‌طبع و بذله گو بوده و مهدی بامداد در کتاب شرح حال رجال ایران، از قصه‌ها و روایات متعددی صحبت می‌کند که دربارهٔ روابط شیخ چغندر با دختران متعدد فتحعلیشاه وجود داشته‌است. اما متأسفانه بامداد با این توجیه که قصه‌های مزبور مناسب ذکر در کتاب نمی‌باشند، از شرح آن‌ها خودداری کرده‌است.

## مقبره

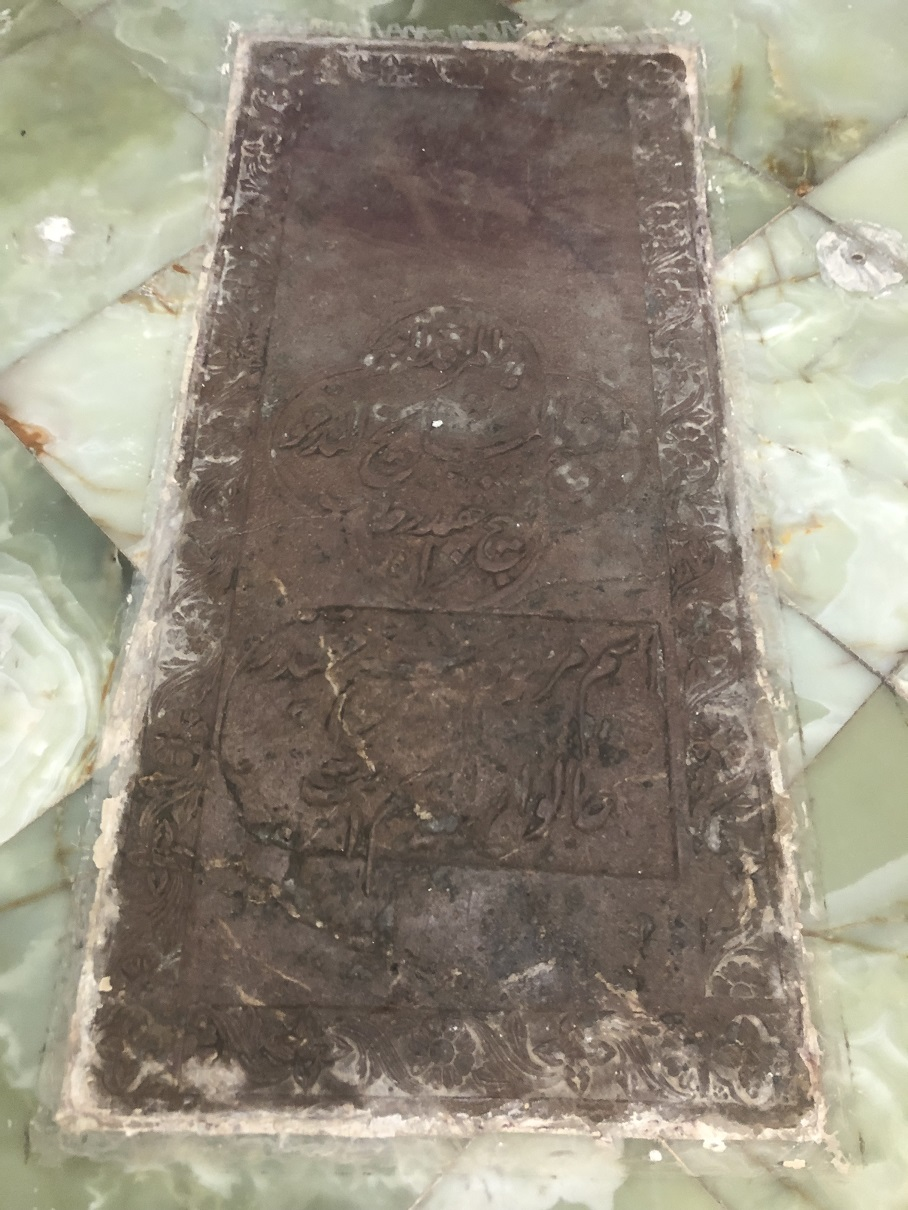
مقبره شیخ چغندر در امامزاده سید نصرالدین

شیخ چغندر در طهران درگذشت و در همان‌جا به خاک سپرده شد. مقبره شیخ چغندر در قسمت جنوب غربی حرم امامزاده سیدنصرالدین و در کنار قبر معطرعلیشاه، که او نیز از اقطاب صوفیه بود، قرار گرفته‌است.

## دربارهٔ او
برخی از نویسندگان و مورخان (از جمله احمد مجاهد، طی مقاله‌ای در ماهنامه حافظ)، شیخ چغندر را فضیل عیاض ایرانی خوانده‌اند. این انتساب بدانجا بازمی‌گردد که وی نیز همچون فضیل عیاض در جوانی خویش به دزدی و راهزنی اشتغال داشته و بر سر گردنه‌ها راه بر قافله‌ها می‌بست.
میرزا معصوم نایب الصدر شیرازی، در جلد سوم کتاب خویش، طرائق الحقایق که به شرح احوالات صوفیان بزرگ اختصاص دارد، از قول الله‌قلی‌خان ایلخانی قاجار که نوهٔ دختری فتح‌علی‌شاه و پسر زن حاج میرزا آقاسی، صدراعظم محمد شاه محسوب می‌شود، شرحی نوشته که به ماجرای منجر به تحول روحی شیخ چغندر و گام گذاشتنش در مسیر تصوف از قول خود شیخ، اشاره دارد:
روزی از شیخ چغندر لر صحبت می‌داشت که از ابتدای حالش خود حکایت می‌نمود که من قطع طریق می‌نمودم و رفیقی داشتم که شریک بود و هر دو قوی و زورمند چنان بودیم که قافلهٔ زیاد را کم می‌شمردیم. تا آنکه یکی از ایام و لیالی در کمین نشسته بودیم، درویشی را دیدیم بر درازگوشی سوار، و کجکول و تاج و سایر مایحتاج در نهایت ظرافت و نظافت، و خادمی در رکاب اوست، در کمال لطافت. آن رفیق شریک من اشاره نمود که خوب لقمهٔ چربی است. گفتم به زبان لری او دبریش است، یعنی درویش است. گفت: خودش را کاری نداریم، اگر دست درنیاورد، امّا کلاه و لباس و حمارش که دبریش نیست!. مختصراً وسوسه نمود تا راضی شدم. برخاستیم و او از پیش رو و من از پشت سر، به وی حمله نمودیم. درویش در کمال متانت و هیبت نگاهی به من نمود که تو را برای این کار نیافریده اند! گویی مرا از هفت آسمان بر زمین زدند. بعد به حال آمدم و عرض کردم: قربان!، پس برای چه آفریده‌اند؟، گفت: بیا با من تا به تو بگویم؛ و بدنبال او رفتم و هرجا منزل نمود، خدمتش نمودم. راهی فرمود که از آن به بعد در آن کار هستم.